# Greg Monroe
Gregory Keith "Greg" Monroe Jr. (Harvey, Luisiana; 4 de junio de 1990) es un jugador de baloncesto estadounidense que pertenece a la plantilla de los Osos de Manatí de la BSN. Con 2,08 metros de estatura, juega en la posición de ala-pívot.

## Trayectoria deportiva

### Universidad
Tras haber participado en 2008 en el prestigioso McDonald's All-American Game, jugó durante dos temporadas con los Hoyas de la Universidad de Georgetown, en las que promedió 14,5 puntos, 8,1 rebotes y 3,2 asistencias por partido. En su primera temporada fue elegido Rookie del Año de la Big East Conference, tras promediar 12,7 puntos, 6,5 rebotes, 2,5 asistencias, 1,8 robos de balón y 1,5 tapones por partido. Fue titular desde el primer partido, ante Jacksonville, donde ya dejó muestras de su buen hacer, al conseguir 14 puntos, 7 rebotes y 5 tapones.
En su segunda temporada fue elegido en el mejor quinteto de la conferencia, tras promediar 16,1 puntos, 9,6 rebotes y 3,8 asistencias por partido. Recibió también el prestigioso Pete Newell Big Man Award que concede la NABC al mejor hombre alto universitario del año. Jugó su mejor partido ante Villanova, consiguiendo 29 puntos y 16 asistencias, y marcó un hito el 9 de febrero ante Providence, cuando consiguió 12 asistencias, la mejor marca en la historia de la Big East Conference para un pívot. Finalmente fue también incluido en el tercer equipo All-American de Associated Press.
En abril de 2010 se declara elegible para el Draft de la NBA, renunciando así a los dos años que le quedaban como universitario.

#### Estadísticas
| Temp.   | Equipo     | MIN  | PTS  | REB | AST | BP  | A/BP | ROB | TAP | FP  | %TC  | %TL  | %3P  |
| ------- | ---------- | ---- | ---- | --- | --- | --- | ---- | --- | --- | --- | ---- | ---- | ---- |
| 2008–09 | Georgetown | 30.9 | 12.7 | 6.5 | 2.5 | 2.5 | 1.03 | 1.8 | 1.5 | 2.5 | .572 | .700 | .333 |
| 2009–10 | Georgetown | 34.2 | 16.1 | 9.6 | 3.8 | 3.3 | 1.14 | 1.2 | 1.5 | 2.6 | .525 | .660 | .259 |

### Profesional
Fue elegido en la séptima posición del Draft de la NBA de 2010 por Detroit Pistons, equipo con el que firmó contrato el 6 de julio.
Después de ser un jugador muy solicitado por equipos como Los Angeles Lakers y los New York Knicks, Monroe decide fichar por los Milwaukee Bucks con un contrato de 3 años y 50 millones de dólares.
El 7 de noviembre de 2017 fue traspasado a Phoenix Suns junto con sendas primera y segunda rondas futuras del draft protegidas a cambio de Eric Bledsoe. El 1 de febrero de 2018 es cortado por los Suns. Firmando por Boston Celtics el 8 de febrero hasta final de temporada. El 6 de abril, ante chicago Bulls, registra el segundo triple-doble de su carrera, con 19 puntos, 11 rebotes y 10 asistencias, siendo el primer pívot de la franquicia que lo conseguía desde Robert Parish en marzo de 1987.
El 10 de agosto de 2018, firma con Toronto Raptors. Pero el 7 de febrero de 2019, es traspasado a Brooklyn Nets, y siendo cortado ese mismo día. Volvió a firmar con Boston, por 10 días, con los que disputó 2 encuentros en marzo. Y un último contrato esa temporada, con Philadelphia 76ers, por otros 10 días, con los que jugó 3 partidos. En uno de ellos, el 10 de abril de 2019 ante Chicago Bulls, anotó el primer y único triple de su carrera.
En julio de 2019 dio el salto a Europa y tras un paso por el Bayern Múnich con el que convirtió en el jugador mejor valorado de la Euroliga la temporada 2019-20, promedió casi 13 puntos y 6,8 rebotes para 16,8 de valoración. 
En verano de 2020, se compromete con el Khimki.
El 5 de noviembre de 2021, Monroe firmó con los Capital City Go-Go de la NBA G League. Pero el 27 de diciembre firma un contrato de 10 días con Minnesota Timberwolves, y debutando esa misma noche contra Boston Celtics. El 6 de enero firma otro contrato de 10 días, esta vez con Washington Wizards. Tras dos encuentros, vuelve a la disciplina de los Capital City Go-Go. El 5 de febrero firma por 10 días con Milwaukee Bucks. El 15 de febrero, tras 5 encuentros con los Bucks, regresa a los Capital City Go-Go. El 27 de marzo, firma por 10 días con Utah Jazz, el que sería su cuarto equipo NBA esa temporada. Pero finalmente, el 7 de abril, regresa a Minnesota Timberwolves hasta final de temporada.
En diciembre de 2022 sella un acuerdo hasta final de temporada con los Shanxi Loongs de la primera división de China. Pero en marzo de 2023 se marcha a Puerto Rico a jugar con los Osos de Manatí de la Baloncesto Superior Nacional.

## Estadísticas de su carrera en la NBA

### Temporada regular
| Año     | Equipo       | PJ  | PT  | MPP  | %TC  | %3P   | %TL  | RPP  | APP | ROB | TPP | PPP  |
| ------- | ------------ | --- | --- | ---- | ---- | ----- | ---- | ---- | --- | --- | --- | ---- |
| 2010-11 | Detroit      | 80  | 48  | 27.8 | .551 | .000  | .622 | 7.5  | 1.3 | 1.2 | .6  | 9.4  |
| 2011-12 | Detroit      | 66  | 66  | 31.5 | .521 | .000  | .739 | 9.7  | 2.3 | 1.3 | .7  | 15.4 |
| 2012-13 | Detroit      | 81  | 81  | 33.2 | .486 | .000  | .689 | 9.6  | 3.5 | 1.3 | .7  | 16.0 |
| 2013-14 | Detroit      | 82  | 82  | 32.8 | .497 | .000  | .657 | 9.3  | 2.1 | 1.1 | .6  | 15.2 |
| 2014-15 | Detroit      | 69  | 57  | 31.0 | .496 | –     | .750 | 10.2 | 2.1 | 1.1 | .5  | 15.9 |
| 2015-16 | Milwaukee    | 79  | 67  | 29.3 | .522 | .000  | .740 | 8.8  | 2.3 | .9  | .9  | 15.3 |
| 2016-17 | Milwaukee    | 81  | 0   | 22.5 | .534 | .000  | .741 | 6.6  | 2.3 | 1.1 | .5  | 11.7 |
| 2017-18 | Milwaukee    | 5   | 0   | 15.8 | .485 | –     | .500 | 5.0  | 1.0 | 0   | 0   | 6.8  |
| 2017-18 | Phoenix      | 20  | 14  | 23.3 | .626 | –     | .674 | 8.0  | 2.5 | .8  | .3  | 11.3 |
| 2017-18 | Boston       | 26  | 0   | 19.1 | .530 | –     | .797 | 6.3  | 2.3 | 1.1 | .7  | 10.2 |
| 2018-19 | Toronto      | 38  | 2   | 11.1 | .460 | .000  | .574 | 4.1  | .4  | .3  | .2  | 4.8  |
| 2018-19 | Boston       | 2   | 0   | 2.5  | .600 | –     | –    | 1.5  | .5  | .0  | .0  | 3.5  |
| 2018-19 | Philadelphia | 3   | 0   | 17.3 | .653 | 1.000 | .909 | 4.3  | 2.3 | .3  | .0  | 13.7 |
| 2021-22 | Minnesota    | 3   | 0   | 21.0 | .643 | –     | .400 | 7.0  | 3.7 | .7  | 1.3 | 6.7  |
| 2021-22 | Washington   | 2   | 0   | 9.0  | .500 | —     | —    | 5.0  | .5  | .5  | .5  | 4.0  |
| 2021-22 | Milwaukee    | 5   | 0   | 17.3 | .500 | —     | .556 | 4.2  | .4  | .6  | .4  | 5.4  |
| 2021-22 | Utah         | 3   | 0   | 8.3  | .800 | —     | .571 | 3.0  | 1.0 | .0  | .3  | 4.0  |
| Total   | Total        | 645 | 417 | 27.6 | .514 | .059  | .703 | 8.2  | 2.1 | 1.1 | .6  | 13.0 |

### Playoffs
| Año   | Equipo       | PJ | PT | MPP  | %TC  | %3P  | %TL  | RPP | APP | ROB | TPP | PPP  |
| ----- | ------------ | -- | -- | ---- | ---- | ---- | ---- | --- | --- | --- | --- | ---- |
| 2017  | Milwaukee    | 6  | 0  | 23.5 | .529 | -    | .833 | 7.3 | 1.7 | 1.3 | .5  | 13.2 |
| 2018  | Boston       | 11 | 0  | 9.5  | .500 | -    | .682 | 3.2 | .5  | .2  | .2  | 4.8  |
| 2019  | Philadelphia | 10 | 1  | 9.0  | .400 | .250 | .788 | 3.1 | .4  | .5  | .4  | 4.0  |
| 2022  | Minnesota    | 2  | 0  | 3.6  | .400 | —    | —    | 1.0 | .5  | 1.0 | .0  | 2.0  |
| Total | Total        | 29 | 1  | 11.8 | .478 | .250 | .770 | 3.9 | .7  | .6  | .3  | 6.1  |